# Sauøya
Ne doit pas être confondu avec Sauøya (Bjørnafjorden).
Sauøya est une île norvégienne du comté de Hordaland appartenant administrativement à Bømlo.

## Description
Rocheuse et couverte de végétation, elle s'étend sur environ 530 m de longueur pour une largeur approximative de 280 m. Proche d'Espevær avec laquelle elle est reliée, elle a quelques habitations. 